# Sphaerostephanos sarasinorum
Sphaerostephanos sarasinorum är en kärrbräkenväxtart som beskrevs av Holtt. Sphaerostephanos sarasinorum ingår i släktet Sphaerostephanos och familjen Thelypteridaceae. Inga underarter finns listade.